# Арктическая улица (Санкт-Петербург)
Аркти́ческая улица — улица в Выборгском районе Санкт-Петербурга. Начинается от Поклонногорской улицы и идёт на северо-северо-запад.

## История
Сначала улица называлась Безымянной. Название Арктическая она получила 22 февраля 1939 года. Этим были увековечены успехи советских учёных в освоении Арктики.

## Пересечения
- Поклонногорская улица

## Транспорт
Ближайшая к Арктической улице станция метро — «Озерки».